# Tritonoturris phaula
Tritonoturris phaula é uma espécie de gastrópode do gênero Tritonoturris, pertencente a família Raphitomidae.